# 阿尔弗雷德·桑特
阿尔弗雷德·桑特（英語：Alfred Sant，1948年2月28日—），男，马耳他政治人物、作家，曾任马耳他工党领袖、马耳他总理。